# Michał Wawelberg
Michał Wawelberg, ros. Михаил Ипполитович Вавельберг (ur. 28 stycznia 1880 w Warszawie, zm. 19 lipca 1947) – polski i rosyjski bankier, działacz społeczny i emigracyjny działacz masoński żydowskiego pochodzenia, syn Hipolita i Ludwiki Wawelberg.
W 1899 r. ukończył gimnazjum imperialne w Carskim Siole, zaś w 1903 r. studia prawnicze na uniwersytecie w Sankt Petersburgu. W tym samym roku założył rodzinny dom bankierski „G. Wawelberg”, który w 1912 r. przemianowano na Petersburski Bank Handlowy. W 1911 ożenił się. Prowadził szeroką działalność charytatywną. Wchodził w skład kierownictwa Stowarzyszenia Pracy Rzemieślniczej i Rolniczej wśród Żydów w Rosji. W 1917 r. pełnił funkcję dyrektora Doniecko-Hruszewskiego Stowarzyszenia Akcyjnego Kopalni Węgla Kamiennego i Antracytu. Podczas rosyjskiej wojny domowej wyjechał do Polski. W 1924 r. przybył do Paryża. Był członkiem lóż masońskich Kosmos i Hermes.
Zmarł 19 lipca 1947.